# Президентские выборы в Азербайджане (2018)
Президентские выборы прошли в Азербайджане в среду, 11 апреля 2018 года.

## О выборах
Статья закона о выборах 178 §1 устанавливает дату — третья среда октября, что означало бы, что выборы состоялись 17 октября 2018 года. Однако голосование было неожиданно перенесено Указом Президента от 5 февраля 2018 года.

## Избирательная система
Президент Азербайджана будет избран через два тура, если ни один из кандидатов не получает большинства голосов в первом туре.

## Кандидаты
- Ильхам Алиев — Президент Азербайджана с 2003 года, председатель партии «Новый Азербайджан».
- Рази Нуруллаев — политик и политический аналитик, бывший заместитель председателя партии «Народный фронт Азербайджана».
- Хафиз Гаджиев — председатель «Партии современного равенства»[en], ранее принимавший участие в выборах 2003, 2008 и 2013 годов.
- Гудрат Гасангулиев — депутат парламента Азербайджана, председатель «Народного фронта целого Азербайджана»[en]. Ранее участвовал в выборах 2003, 2008 и 2013 годов.
- Араз Ализаде — депутат парламента Азербайджана, председатель Социал-демократической партии Азербайджана. Ранее участвовал в президентских выборах 2013 года и занял седьмое место.
- Фарадж Гулиев — депутат парламента Азербайджана, председатель «Партии движения национального возрождения»[en]. Ранее участвовал в 2013 году в президентских выборах и занял восьмое место.
- Сардар Джалалоглу — председатель Демократической партии Азербайджана. Ранее участвовал в президентских выборах 2013 года и занял десятое место.
- Захид Орудж — депутат парламента Азербайджана, независимый кандидат. Ранее участвовал в президентских выборах 2013 года и занял пятое место.

Национальный совет демократических сил (НСДС) решил бойкотировать выборы и намерен начать акции протеста против выборов. Другая организация, движение «Республиканская альтернатива» (РЕАЛ), также объявила, что не признает результаты выборов, назвав их как «поспешным и неоправданным шагом». 10 февраля партия «Мусават» объявила, что она будет также бойкотировать выборы, а её лидер Иса Гамбар не будет баллотироваться на пост президента. В тот же день, представители другой оппозиционной партии — «Партии надежды»[en], также заявили, что не будут участвовать в выборах.

## Результаты
- Ильхам Алиев — 3 192 252 (86,22 %)
- Захид Орудж — 115 462 (3,11 %)
- Гудрат Гусангулиев — 112 915 (3,05 %)
- Сардар Джалалоглу — 112 708 (3,04 %)
- Хафиз Гаджиев — 56 153 (1,51 %)
- Араз Ализаде — 51 738 (1,39 %)
- Фарадж Гулиев — 43 546 (1,18 %)
- Рази Нуруллаев — 22 706 (0,75 %)[6]

## Оценка выборов международными наблюдателями
ОБСЕ заявила о серьёзных нарушениях на выборах в Азербайджане. Наблюдатели отметили повсеместные нарушения правил голосования, недостаток прозрачности, а также большое число таких нарушений как вбросы избирательных бюллетеней. Как отмечается в заявлении центра мониторинга выборов и обучения демократии, речь, в частности, идет «о голосовании без регистрации на 47 процентах избирательных участков, вбросах на 53 % избирательных участков и каруселях на 53 % участков». По мнению главы долгосрочной миссии БДИПЧ ОБСЕ голосованию предшествовали «ограничения свободы собраний и слова, отсутствие равных возможностей для конкуренции, запугивания избирателей». Также в заявлении ОБСЕ говорится, что власти позволяли зарубежным наблюдателям свободно действовать во время предвыборного периода, избирательная администрация располагала достаточными ресурсами и организовала эффективные выборы. Наблюдатели от ПА ОБСЕ Варлик Джордан и Роланд Скотт посетили 5 избирательных участков в столице и не обнаружили нарушений избирательного процесса. Также британская делегация, участвовавшая в качестве наблюдателя на выборах отметила высокий организационный уровень выборов.
Проправительственные журналисты сорвали конференцию наблюдателей ОБСЕ. Наблюдателям не давали отвечать на вопросы, заглушая их возгласами. Пришлось вмешаться даже охране.
По оценкам наблюдателей от СНГ, которые участвовали на президентских выборах в Азербайджане, не было обнаружено никаких правонарушений касательно прозрачности.
12 апреля Генеральный секретарь Организации Исламского Сотрудничества поздравил азербайджанский народ с успешным окончанием выборов и выразил своё удовлетворение прозрачным избирательным процессом и выразил благодарность ЦИК Азербайджана за организацию демократического избирательного процесса. Также приглашенная на выборы группа наблюдателей ГУАМ отметила, что весь процесс выборов был организован и проведен согласно международным стандартам, которые соответствуют демократическим выборам. Кроме вышеперечисленных, на выборах присутствовали и наблюдатели от Парламентской Ассамблеи Организации Черноморского Сотрудничества. 12 апреля на пресс-конференции делегация заявила, что посетила несколько избирательных участков в столице Азербайджана и на основе этого оценивает выборы как демократические и прозрачные.

Наблюдатель от ЦИК РФ Антон Лопатин заявил, что нарушений на выборах президента Азербайджана не зафиксировано.Среди наблюдателей от ЦИК РФ были также Евгений Шевченко и Николай Булаев.
«Мы считаем, что кампания была абсолютно легитимной, соответствовала закону и, в первую очередь, избирательному кодексу Азербайджанской Республики. Мы с коллегами посетили более 100 избирательных участков и нигде не было отмечено серьёзных нарушений», — сказал Николай Булаев, комментируя итоги выборов.
С 5 по 12 апреля в Азербайджане побывала миссия наблюдателей от Шанхайской организации сотрудничества и наблюдала как за подготовками, так и за проведением выборов. На следующий день после выборов миссия сделала заявление, в котором подробно описываются все детали выборов. Миссия положительно отозвалась об организации выборов за рубежом, отметила масштаб проделанной работы для создания благоприятных условий для голосования граждан, проживающих вне Азербайджана. Также в заявление было отмечено, что с целью обеспечения прозрачности в избирательных участках использовались современные технические и информационные технологии (невидимые чернила для маркировки пальцев, ультрафиолетовые детекторы и др.). Миссия признала состоявшиеся выборы легитимными, прозрачными, достоверными и демократичными.
В докладе госдепартамента США отмечалось, что миссия по наблюдению за выборами Организации по безопасности и сотрудничеству в Европе (ОБСЕ) пришла к выводу, что президентские выборы в апреле 2018 года прошли с нарушениями, ограничивающими основные права и свободы, которые являются необходимыми условиями для подлинно демократических выборов.

## Список литературы
1. ↑  Azerbaijan brings forward date of presidential election to April 11: decree Архивная копия от 5 февраля 2018 на Wayback Machine Reuters, 5 February 2018
2. ↑  CEC Starts Preparations for Presidential Elections. Дата обращения: 14 марта 2018. Архивировано из оригинала 7 февраля 2018 года.
3. ↑  Republic of Azerbaijan: Election for President Архивная копия от 5 февраля 2018 на Wayback Machine IFES
4. ↑  Council of Democratic Forces Decides to Boycott Early Presidential Elections Архивная копия от 6 февраля 2018 на Wayback Machine Contact, 6 February 2018
5. ↑  REAL Not to Recognize Results of Early Presidential Elections Архивная копия от 9 февраля 2018 на Wayback Machine Contact, 5 February 2018
6. ↑  Mərkəzi Seçki Komissiyası. Дата обращения: 12 апреля 2018. Архивировано 12 апреля 2018 года.
7. ↑  Deutsche Welle (www.dw.com). ОБСЕ заявила о серьезных нарушениях на выборах в Азербайджане | DW | 12.04.2018. DW.COM. Дата обращения: 14 апреля 2018. Архивировано 14 апреля 2018 года.
8. 1 2  В Азербайджане на третий срок президентом выбрали Алиева. podrobnosti. 10 октября 2013. Архивировано 14 апреля 2018. Дата обращения: 14 апреля 2018.
9. ↑  [https://www.osce.org/odihr/elections/azerbaijan/377617?download=true INTERNATIONAL ELECTION OBSERVATION MISSION
Republic of Azerbaijan – Early Presidential Election, 11 April 2018]. Дата обращения: 16 мая 2018. Архивировано 19 апреля 2018 года.
10. ↑  Обнаружили ли наблюдатели ПА ОБСЕ нарушения в ходе голосования | Eurasia Diary. Eurasia Diary. Архивировано 17 мая 2018. Дата обращения: 16 мая 2018.
11. ↑  Azerbaijan Presidential Election Process was Seamless - British Election Observers | Eurasia Diary. Eurasia Diary. Архивировано 17 мая 2018. Дата обращения: 16 мая 2018.
12. ↑  Журналисты сорвали конференцию наблюдателей ОБСЕ по выборам в Азербайджане. РИА Новости. 12 апреля 2018. Архивировано 14 апреля 2018. Дата обращения: 14 апреля 2018.
13. ↑  Наблюдатели ОБСЕ отметили ограничения прав на выборах в Азербайджане. Зеркало. Архивировано 14 апреля 2018. Дата обращения: 14 апреля 2018.
14. ↑  В Баку состоялась пресс-конференция Миссии наблюдателей от СНГ по результатам мониторинга президентских выборов в Азербайджане - Исполнительный комитет СНГ. www.cis.minsk.by. Дата обращения: 11 мая 2018. Архивировано 11 мая 2018 года.
15. ↑  OIC Secretary General Congratulates People of Azerbaijan on Successful Presidential Elections. www.oic-oci.org. Дата обращения: 16 мая 2018. Архивировано из оригинала 17 мая 2018 года.
16. ↑  Statement of the Group of Observers of GUAM (англ.). guam-organization.org. Дата обращения: 16 мая 2018. Архивировано 17 мая 2018 года.
17. ↑  The PABSEC Delegation in the Monitoring Observer Election Mission in Baku, Azerbaijan, 11 April 2018 (англ.). www.pabsec.org. Дата обращения: 16 мая 2018. Архивировано 22 мая 2018 года.
18. ↑  Наблюдатели ОБСЕ отметили ограничения прав на выборах в Азербайджане. РИА Новости. 12 апреля 2018. Архивировано 14 апреля 2018. Дата обращения: 14 апреля 2018.
19. ↑  Members of the CEC of Russia noted the legitimacy and transparency of the elections of the President of the Republic of Azerbaijan. www.cikrf.ru. Дата обращения: 16 мая 2018. Архивировано 17 мая 2018 года.
20. ↑  Presidential election in Azerbaijan is over. SCO Observer Mission sums up its work | SCO (англ.). eng.sectsco.org. Дата обращения: 16 мая 2018. Архивировано 17 мая 2018 года.
21. ↑  2019 Country Reports on Human Rights Practices: Azerbaijan. state.gov (11 марта 2020). Дата обращения: 11 марта 2020. Архивировано 14 апреля 2020 года.